# Ellsworth Foote
Ellsworth Bishop Foote (* 12. Januar 1898 in North Branford, Connecticut; † 18. Januar 1977 in Guilford, Connecticut) war ein US-amerikanischer Politiker. Zwischen 1947 und 1949 vertrat er den dritten Wahlbezirk des Bundesstaats Connecticut im US-Repräsentantenhaus.

## Werdegang
Ellsworth Foote besuchte die öffentlichen Schulen seiner Heimat und danach bis 1916 das Yale Business College. Nach einem Jurastudium an der George Washington University und seiner im Jahr 1924 erfolgten Zulassung als Rechtsanwalt begann er in New Haven in seinem neuen Beruf zu arbeiten. Zwischen 1924 und 1946 war er juristischer Finanzberater der Stadt North Branford, seit 1934 war er Vorsitzender des dortigen Finanzausschusses. Zwischen 1925 und 1926 arbeitete Foote für das Bundesjustizministerium. Von 1938 bis 1946 war er auch Richter am Nachlassgericht in North Branford. In den Jahren 1942 bis 1946 fungierte Foote auch als Bezirksstaatsanwalt im New Haven County.
Foote war Mitglied der Republikanischen Partei. Bei den Kongresswahlen des Jahres 1946 wurde er im dritten Distrikt von Connecticut in das US-Repräsentantenhaus in Washington, D.C. gewählt. Dort trat er am 3. Januar 1947 die Nachfolge des Demokraten James P. Geelan an, den er bei der Wahl geschlagen hatte. Da er aber selbst bei den Wahlen des Jahres 1948 dem Demokraten John A. McGuire unterlag, konnte Foote bis zum 3. Januar 1949 nur eine Legislaturperiode im Kongress absolvieren.
Zwischen 1949 und 1960 war Foote erneut Bezirksstaatsanwalt im New Haven County. Er war auch wieder Finanzberater der Stadt North Branford. Außerdem arbeitete er wieder als Anwalt. Ellsworth Foote starb am 18. Januar 1977 in Guilford und wurde in North Branford beigesetzt.